# Lloyd St. Amand
Lloyd St. Amand (né le 10 novembre 1952 à Sarnia, Ontario) est un avocat et homme politique canadien. Il fut député à la Chambre des communes du Canada, représentant la circonscription ontarienne de Brant sous la bannière du Parti libéral du Canada.

## Biographie
Né à Sarnia (Ontario), il obtient son baccalauréat de l'Université de Western Ontario et son diplôme de droit en 1977 de l'Université de Windsor.